# Trattato di Londra (1852)
Con il Protocollo di Londra dell'8 maggio 1852 (anche citato come Trattato di Londra), al termine della Prima guerra dello Schleswig, Austria, Regno di Prussia, Russia, Francia e Regno Unito, così come Danimarca e Svezia, affermavano l'integrità della federazione danese. Di conseguenza i ducati dello Schleswig (che rimaneva un feudo danese), dell'Holstein e del Lauenburg (che invece diventavano stati sovrani all'interno della Confederazione germanica) erano in regime di Unione personale con la corona danese. Visto che Federico VII di Danimarca non aveva potuto avere figli venne anche modificata la linea di successione.
Il principale scopo del Protocollo era quello di garantire che l'importante porto di Kiel non cadesse in mani prussiane.
Il Protocollo tuttavia non riuscì a risolvere completamente la questione che riemerse 15 anni dopo portando alla seconda guerra dello Schleswig.